# Xyris teretifolia
Xyris teretifolia är en gräsväxtart som beskrevs av Robert Brown. Xyris teretifolia ingår i släktet Xyris och familjen Xyridaceae. Inga underarter finns listade i Catalogue of Life.